# 成大 (疏勒)
成大（?—?），东汉时疏勒王，原为疏勒府丞。
74年，龟兹王建杀死了疏勒王成，立自己的臣子兜题疏勒王，班超废除兜题，将疏勒王成哥哥的儿子忠立为疏勒王。84年，忠背叛汉朝，跟随投靠莎车。班超改立成大为疏勒王。86年，班超将疏勒王忠斩首，西域南道从此畅通。成大之后，安国为疏勒王。